# Dorydorella pratensis
Dorydorella pratensis (syn. Dorylaimus pratensis) is een rondwormensoort. De wetenschappelijke naam van de soort is voor het eerst geldig gepubliceerd door De Man.